# Багата Ніна Павлівна
Бага́та Ні́на Па́влівна  (Мару́щенко) (12 квітня 1943, с. Високе, Охтирський р-н ) — поетеса, член НСПУ (1998 р.), журналістка,  лауреат обласної літературної премії (1999 р.).

## Життєпис
Народилася 12 квітня 1948 р. в с. Високе Охтирського району Сумської області, у родині простих сільських трудівників. Після війни  деякий час з батьками  проживала в Молдавії. Через два роки переїхала в місто Охтирка, де закінчила Охтирську середню школу № 2. Працювала бухгалтером в Охтирському  нафтогазовидобувному управлінні та навчалася заочно в  Івано-Франківському інституті нафти та газу, де здобула  диплом інженера-економіста нафтогазової промисловості. Нині живе в Охтирці. 
З 1968 р. працювала в редакції  Охтирської районної газети "Прапор Перемоги" кореспондентом, завідувачкою  відділу,  потім — заступником редактора, а з 1991 по 2003 рр.  була її  редактором. Друкувалася під прізвищем "Марущенко". Разом із чоловіком виростила сина і доньку.
В  шкільні роки почала писати вірші. Працюючи на виробництві, збагнула, що не може обійтися без друкованого слова. Визначальну  роль у її становленні як поетеси зіграла зустріч із Платоном Вороньком та відомим літературознавцем із Сумщини Олексою Ющенком, які  достойно оцінили її творчість. В своєму доробку Ніна Багата має дев’ять поетичних збірок. З 1998 року є членом Національної спілки письменників України.
В 1999  — стала першим на Сумщині лауреатом  обласної літературної премії імені П. Рудя. (З 2017 р. із назви вилучено ім’я Пилипа Рудя. Відповідно, премія має назву "Обласна літературно-краєзнавчо-мистецька премія ").  

## Твори
"Повінь" — (1997)
"1440" — (1998)
"Канат життя"— (1999)
"Дванадцять місяців" — (1999)
"Пік тисячоліття" — (2000)
"Гелон" — (2007)
"З любов’ю" — (2010)
"Наземний космос" — (2017)
"Межичасся" — (2018)